# Glavica (Velika Kladuša)
Glavica es un pueblo de la municipalidad de Velika Kladuša, en el cantón de Una-Sana, Bosnia y Herzegovina.

## Superficie
Posee una superficie de 6,64 kilómetros cuadrados.

## Demografía
Hasta 2013 la población era de 985 habitantes, con una densidad de población de 148,3 habitantes por kilómetro cuadrado.